# Gestreepte kogelvingergekko
De gestreepte kogelvingergekko (Gonatodes vittatus) is een hagedis die behoort tot de gekko's en de familie Sphaerodactylidae.

## Naam en indeling
De wetenschappelijke naam van de soort werd voor het eerst voorgesteld door Martin Lichtenstein in 1856. Oorspronkelijk werd de naam Gymnodactylus vittatus gebruikt. De soortaanduiding vittatus betekent vrij vertaald 'voorzien van een streep'.

## Uiterlijke kenmerken
De huidkleur is oranjebruin met een witte, zwart afgezoomde streep van de snuit tot op de staart. Vrouwtjes zijn grijsbruin, met een vage, witte streep. De ogen zijn hoog op de kop gepositioneerd. De lichaamslengte bedraagt 7 tot 7,5 centimeter.

## Levenswijze
Het voedsel van deze terrestrische, dagactieve gekko bestaat uit insecten en spinnen. Ze leven tussen het bladstrooisel, maar het zijn ook goede klimmers. Een legsel bestaat meestal uit 2 eieren, die niet groter zijn dan een erwt en worden afgelegd in een gemeenschappelijke nestplaats.

## Verspreiding en habitat
De soort komt voor in delen van Zuid-Amerika en de Caraïben en leeft in de landen en deelgebieden Venezuela, Colombia, Guyana, Trinidad en Tobago, Aruba, Curaçao, Isla Margarita, Coche en La Tortuga. De habitat bestaat uit droge tropische en subtropische bossen. Ook in door de mens aangepaste streken zoals landelijke tuinen en stedelijke gebieden kan de hagedis worden gevonden. De soort is aangetroffen van zeeniveau tot op een hoogte van ongeveer 1100 meter boven zeeniveau.

## Beschermingsstatus
Door de internationale natuurbeschermingsorganisatie IUCN is de beschermingsstatus 'veilig' toegewezen (Least Concern of LC).